# The Eye (film, 2008)
The Eye är en amerikansk skräckfilm från 2008. Huvudkaraktären Sydney Wells, spelas av Jessica Alba. Filmen är en nyinspelning av den asiatiska filmen från 2002 av Pang brothers.

## Handling
Sydney Wells är en framgångsrik klassisk violinist som har varit blind sedan hon var fem år. Femton år senare genomgår Sydney en Korneal transplantation vilket får hennes syn att komma tillbaka, dock lite suddigt till en början. Men med tidens gång återfår Sydney sin syn fullt ut, men hon börjar få hemska syner. Mestadels börjar hon se eld och folk som dör. Sydney vill försöka förstå vad som händer och detta leder till fruktansvärda konsekvenser. 

## Karaktärer
- Jessica Alba - Sydney Wells
- Alessandro Nivola - Dr. Paul Faulkner
- Parker Posey - Helen Wells
- Rade Šerbedžija - Simon McCullough
- Fernanda Romero - Ana Cristina Martinez
- Rachel Ticotin - Rosa Martinez
- Chloë Grace Moretz - Alicia Milstone
- Tamlyn Tomita - Mrs. Cheung
- Landall Goolsby - Alex
- Brett A. Haworth - Shadowman